# Carrefour des Rigollots
Le carrefour des Rigollots est une intersection située à la limite de Fontenay-sous-Bois et de Vincennes.

## Situation et accès
Cette place marque l'intersection de l'avenue de la République et de la rue Defrance (route départementale 143), de la rue Dalayrac et de l'avenue de Stalingrad (route départementale 240), puis de la rue Diderot.
La ligne de tramway des Chemins de fer nogentais y passait en 1902.
Elle sera desservie par la future station de métro Rigollots, de la ligne 1 du métro de Paris.

## Origine du nom
Ce carrefour est nommé ainsi en hommage à Paul Jean Rigollot, fondateur en 1872 d'une usine de sinapismes installée à cet endroit, sur un terrain de 4 000 m2,. L'usine sera expropriée en 1960.

## Historique
En 1944, lors de la Libération de la France, un soldat allemand fut égorgé à cet endroit. Cet évènement entraîna des représailles sanglantes.

## Bâtiments remarquables et lieux de mémoire

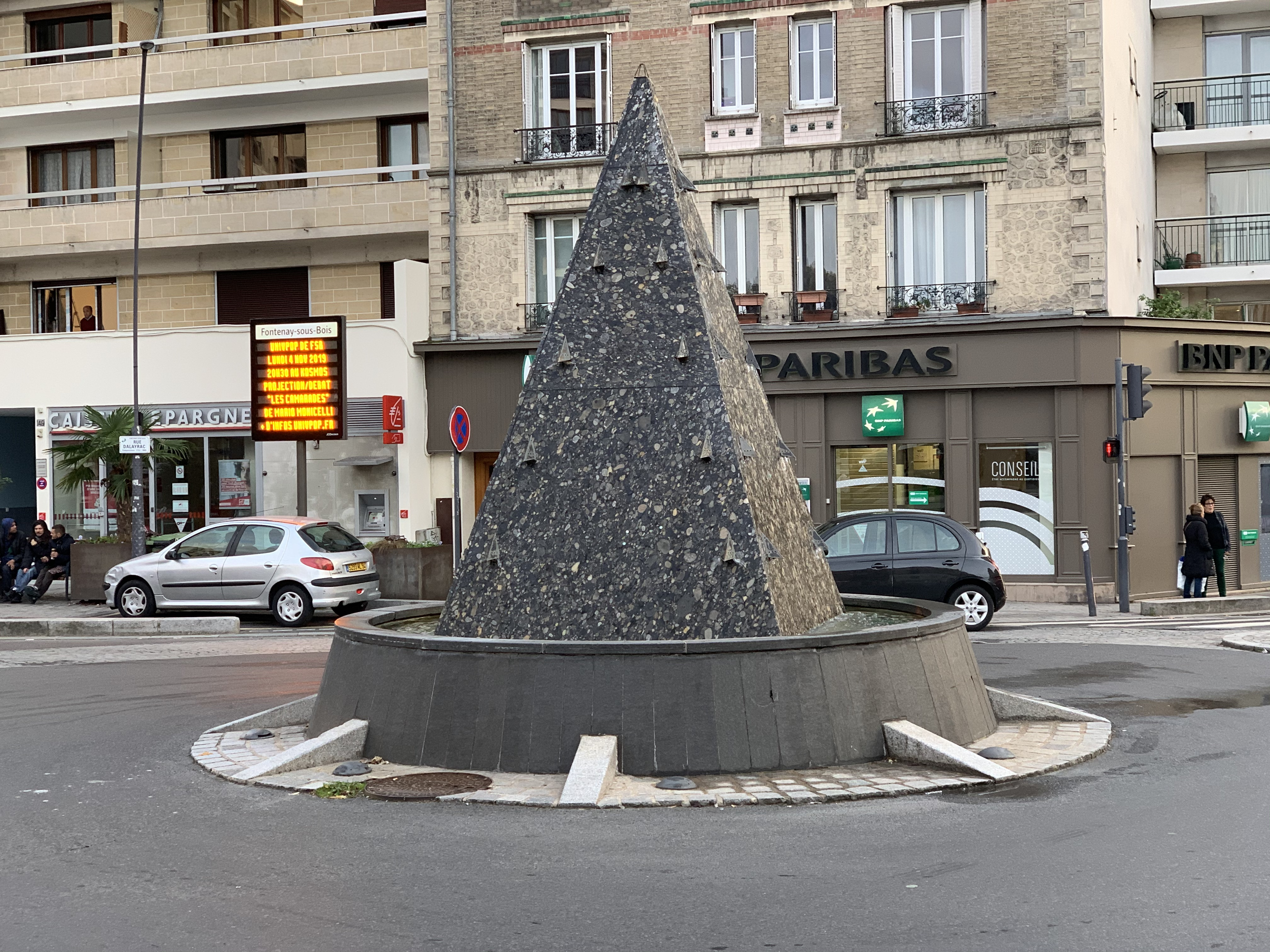
Fontaine du carrefour des Rigollots.

- Église Sainte-Marguerite de Fontenay-sous-Bois, construite de 1920 à 1938.
- Fontaine au centre du carrefour, évoquant les nombreuses fontaines qui coulaient jadis sur le territoire de Fontenay-sous-Bois[9].

## A proximité
- Carrefour des Parapluies